# بالونی

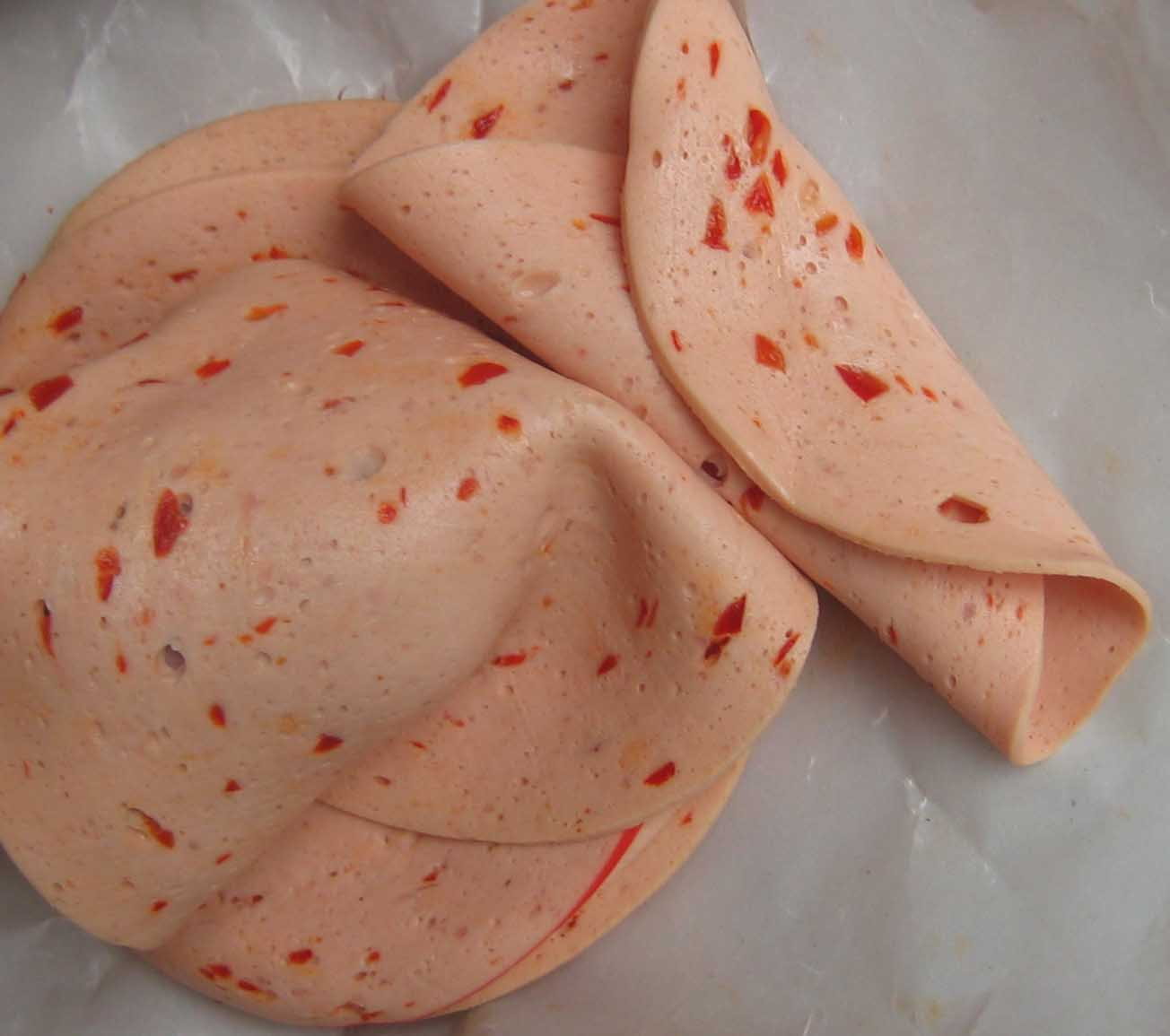

بالونی (به انگلیسی: Baloney, Bologna) نام یک کالباس است که از انواع گوشت‌های کاملاً ریز شدهٔ مرغ خانگی، بوقلمون، گوشت گاو، گوشت خوک، گوشت گوزن یا سویا ساخته می‌شود.